# アコースティック・ギター

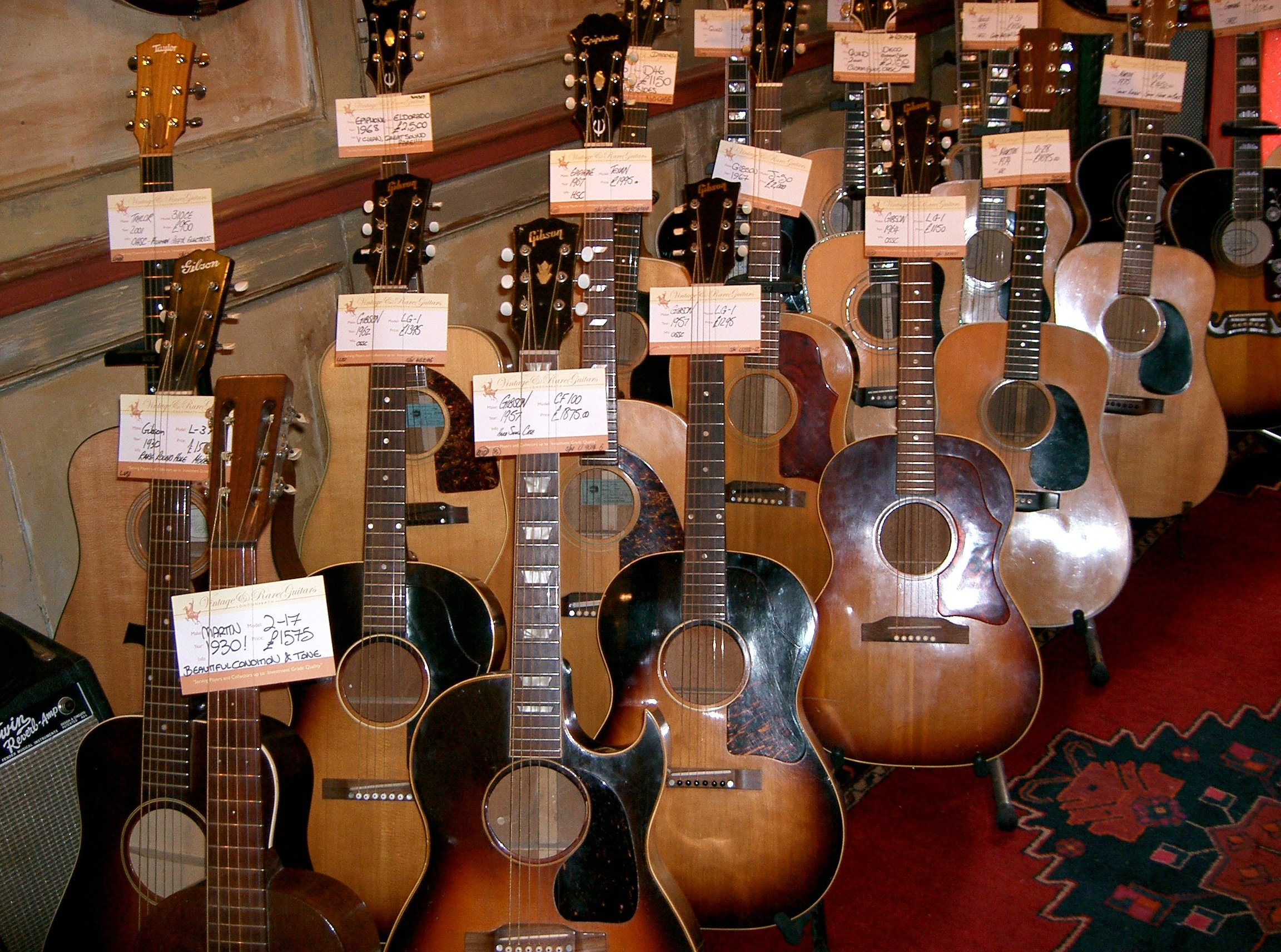
イギリスの店舗に置かれたビンテージ・アコースティック・ギター

アコースティックギター（英: acoustic guitar）は、ギターのうち、より古典的な、楽器から直接音声を伝えるものを指す。ピックアップを備え電気信号を出力するエレクトリック・ギター（エレキギター）に対して旧来のギターを区別するためのレトロニムである。狭義ではスティール弦アコースティックギター（フォークギター）のことを指し、こちらのほうが一般的な用法である。
標準で6本の弦をもち、指先と爪を使って弾くフィンガー・ピッキング、あるいはピックではじくピック奏法で演奏される。弦の振動および音波は楽器本体および本体内の空洞の共鳴を経て奏者や聴客の耳へ届く。チューニングなどは、ギター#チューニング（調律）を参照。

## 解説

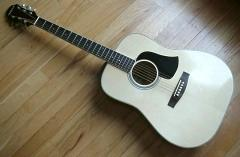
ARIAのAW Series

「アコースティック」は「生音の」を意味し、信号変換や電気増幅を伴わないことから「生ギター」と呼ばれることがある。「アコギ」という略称で呼ばれることも多い。1980年代後半から（アコースティックピアノや、アコースティックベースなどと同列に）「アンプラグド」(unplugged) という言葉も使われ始めた。
厳密にいえばクラシックギターも生音で演奏するギターなので同じ分類に含まれるが、ほかのギターと同様に「アコースティックギター」として扱われることはごく稀である。
アコースティックギターには、バリトン・ギターやテナーギターといった特殊な音域を持つものや、12弦ギターを始めとする複弦ギターなどのバリエーションがある。
19世紀末には、スチール弦を張ったものが製品化され、ジャズやブルースなどで使用された。しかしながら、音を電気増幅するエレキギターの登場後、これらのジャンルでもエレキギターが使われることが多くなり、エレキギターの登場後に始まったロック・フュージョンなどのジャンルでもエレキギターが使用されることが多い。
しかし、アコースティックギターとエレキギターの音色は全く異なったものであり、20世紀後半以降のロックやブルースでもアコースティックギターが使用される場面はごく普通に見られる。また、アコースティック楽器のサウンドが回帰的な意味で求められ、1960年代のフォークソングブームや90年代のMTVアンプラグドのブームなど、各国で幾度かのブームが到来している。
アコースティックギターの音を増幅する手段として、最初に現れたのは実際の音をマイクで集音し電気増幅する方法である。この方法はギターの音色をそのまま捉えることができるため、レコーディング時には最も一般的に使われるが、ステージ上ではギターの位置をほとんど動かすことができず、ハウリングも起こりやすいという難点がある。後に、エンドピン部分や、サウンドホールに専用ピックアップを取り付け、音を増幅する方法が現れた。特殊ではあるがサウンドホールをゴムなどで完全に塞ぎ、内部にピックアップを取り付けた形態のものも登場した。

## エレクトリックアコースティックギター

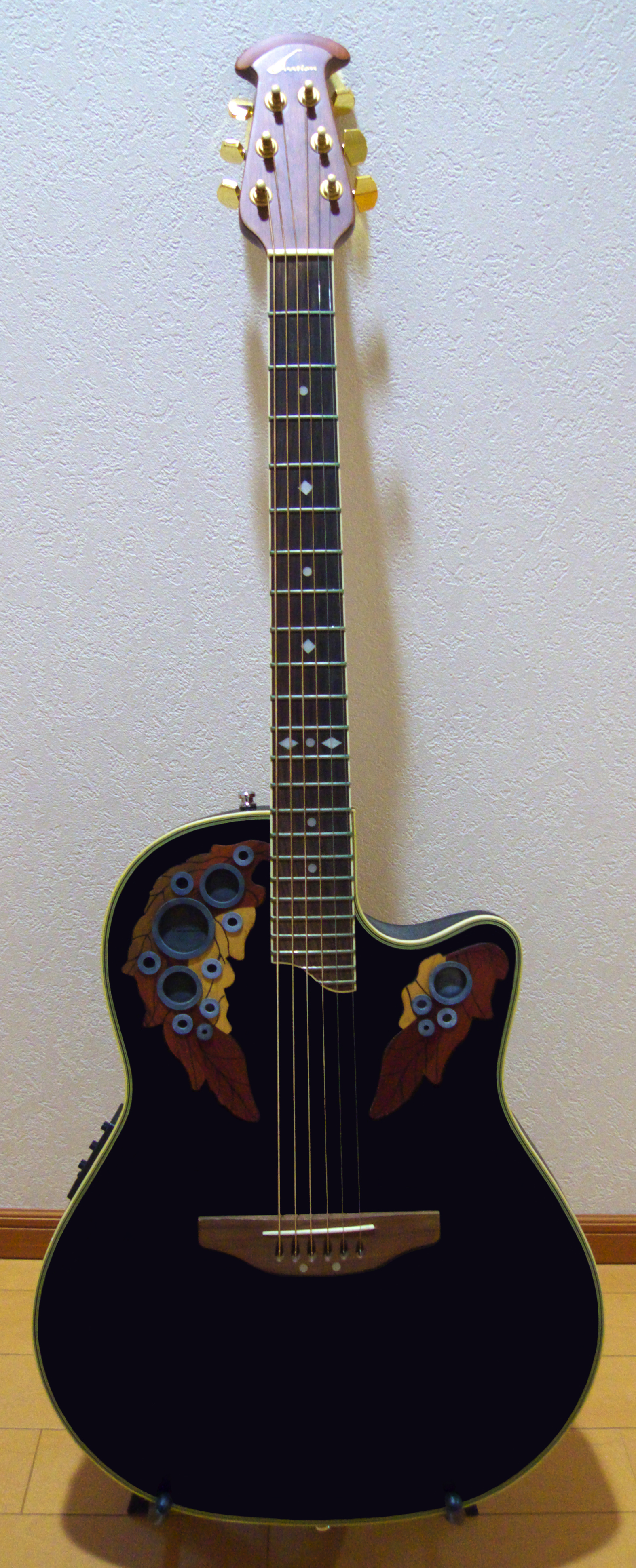
オベーションのエレアコ

近年は、エレクトリックアコースティックギター、略称で「エレアコ（ギター）」と呼ばれるギターがユーザーを増やしている。マイクに近い専用ピックアップと簡単な回路（スイッチや小型のプリアンプ）をアコースティックギターの内部に内蔵するもので、各種のアンプや拡声装置 (PA) に接続でき大音量が得られる。また電気増幅の手段を利用しない場合、通常のアコースティックギターとして使用できる。エレクトリック・ギターと違い、アコースティックギターの音色がそのまま出力される、「電気増幅機能付のアコースティックギター」である。
大きな会場でコンサートを行うミュージシャン、ロックバンドなどに重用されている。純粋なエレキギター（ソリッドギター）に比べて構造上ハウリングが起こりやすいため、状況により、ギターの共鳴振動をある程度抑制して（アコースティックギターとしては品質を損なわれた状態で）製作あるいは使用される場合がある。
なお、エレキギターにも「フルアコースティックギター（フルアコ）」、「セミアコースティックギター（セミアコ）」と呼ばれる種類が存在するが、これらは「エレアコ」とは別のものである。詳細はエレクトリック・ギター#種類を参照。

## その他
エレキギターの形態で、内部のスプリングや鉄線などの振動音を拾ったり、ギターシンセサイザーやエレキギター用のエフェクターでアコースティックギターを再現する技術も増え続けている。ハウリングなどに悩まされない一方、シミュレータの域を出ないという意見も多い。

## 主な日本国内の製造元
主な製造元
- ヤマハ (Yamaha)
- モーリス (Morris)
- ヤイリギター (K.Yairi)
- 高峰楽器製作所 (Takamine)
- アストリアスギター製造 (Asturias)
- ディバイザー (Headway)
- 星野楽器 (Ibanez)
- 荒井貿易 (Aria)

元々日本の会社が展開していたブランド
- キョーリツコーポレーション[2] (S.Yairi)

主な個人工房
- 辻四郎ギター工房[3] (S.Tsuji)
京都の茶木弦楽器製作所でジャズギター製作に従事していた辻四郎が、1974年に富山の自宅に構えた工房。オリジナルのギターを製作している。
- Yokoyama Guitars[4] (Yokoyama)
1975年モーリス楽器製造株式会社に入社し、ギターを始め様々な楽器を製作してきた横山正が2005年にモーリスを退社し、2006年に設立したギター工房。
- 早瀬ギター工房[5]
- エム・シオザキ弦楽器工房[6] (Fly Robin)
- Keystone Stringed Instruments[7] (Wedge)